# Goirle
Goirle  udtale: ? (Brabantsk: Gòòl) er en kommune og en by i den sydlige provins Noord-Brabant i Nederlandene. 
Skøjteløberen Ireen Wüst (1986) er født i Goirle.
- Wikimedia Commons har flere filer relateret til Goirle

51°31′12″N 5°04′01″Ø / 51.52°N 5.067°Ø